# Elisa Quintana
Elisa Victoria Quintana (Nou Mèxic, Estats Units, 1973), coneguda com a Elisa Quintana, és una astrònoma estatunidenca de la NASA, que treballa al Centre de Recerca Ames. Ha dirigit un equip d'astrònoms que confirmaren l'exoplaneta Kepler-186f, el primer planeta descobert en òrbita dins de la zona habitable d'una estrella. La seva investigació també inclou la creació de models informàtics per estudiar la formació, l'estabilitat dinàmica i l'habitabilitat dels planetes rocosos dins i fora del nostre sistema solar.

## Vida
Quintana es graduà el 1999 en física a la Universitat de Califòrnia a San Diego. Començà a interessar-se per la recerca espacial quan treballà al California Space Institute at UCSD amb Sally Ride en el projecte KidSat, després anomenat EarthKam. Aquest programa consistia en fotografiar zones de la Terra seleccionades per escolars emprant una càmera situada als transbordadors espacials, coordinant Quintana les òrbites. Durant l'estiu del 1997 participà en un programa de la NASA al Centre de Vol Espacial Goddard on treballà amb Elihu Boldt en l'estudi de la viabilitat d'un col·lector en òrbita de raigs X inflable. El 1998 amb Ramona Kessel mesurà la magnetosfera de la Terra amb dades del satèl·lit Geotail. Entre 1999 i 2004 obtingué una beca al Centre de Recerca Ames de la NASA a Califòrnia per realitzar-hi la tesi doctoral. El 2002 completà un màster a la Universitat de Michigan en física i ciència aeroespacial. El 2004 s'hi doctorà en física. Després continuà un programa de post-doctorat al Centre de Recerca Ames fins al 2006. Entre 2006 i 2011 fou programadora a l'Institut SETI. Des del 2014 treballa en l'estudi de l'habitabilitat d'exoplanetes semblants a la Terra.

## Obra
Durant el seu doctorat treballà amb Jack Lissauer a l'Ames i amb Fred Adams de la Universitat de Michigan en la realització de programes informàtics sobre models per estudiar la formació d'exoplanetes en sistemes binaris d'estrelles, i els aplicà al sistema d'Alfa Centauri. També col·laborà amb William Borucki al Vulcan Planet Search Program de l'Observatori Lick en la recerca d'exoplanetes i en el projecte de la Missió Kepler. A l'Institut SETI desenvolupà un programari per calibrar les dades lluminoses rebudes de les estrelles i seleccionar candidats a exoplanetes. Entre 2011 i 2014 col·laborà amb Jason Rowen en l'estudi de les dades rebudes de la Missió Kepler. Contribuí en el descobriment de nombrosos exoplanetes i, especialment, en la confirmació del Kepler-186f.